# Hillans
Le ruisseau de Hillans est un cours d'eau qui traverse le département des Pyrénées-Atlantiques, en région Nouvelle-Aquitaine, et un affluent droit de la Nive dans le bassin versant de l'Adour.

## Géographie
D'une longueur de 10,9 kilomètres, il prend sa source sur la commune de Jatxou (Pyrénées-Atlantiques), à l'altitude 150 mètres, sous le nom de Eyherattokoerreka.
Il coule du sud-est vers le nord-ouest et se jette dans la Nive à Bayonne (Pyrénées-Atlantiques), à l'altitude 2 mètres.

### Communes et cantons traversés
Dans le département des Pyrénées-Atlantiques, le ruisseau de Hillans traverse quatre communes et trois cantons, dans le sens amont vers aval : Jatxou (source), Villefranque, Saint-Pierre-d'Irube et Bayonne (confluence).
Soit en termes de cantons, le ruisseau de Hillans prend source dans le canton d'Ustaritz, arrose le canton de Saint-Pierre-d'Irube et conflue dans le canton de Bayonne-Nord, le tout dans l'arrondissement de Bayonne.

### Bassin collecteur
Le ruisseau de Hillans traverse une seule zone hydrographique 'La Nive du confluent de l'Urdainzko Erreka (inclus) au confluent de l'Adour' (Q934).

## Affluents
Géoportail mentionne les tributaires suivants qui confluent sur Villefranque :
- le ruisseau de Larregain (rd) ;
- le Sallenavekoerreka (rd).